# Annette Dutertre
Annette Dutertre, est une monteuse et réalisatrice française de cinéma.

## Biographie
Annette Dutertre a fait partie de la première promotion de la Fémis (section Montage) en 1986. Elle y enseigne et participe aux jurys de fin d'année. Elle est essentiellement connue pour son travail avec les frères Larrieu dont elle a monté tous les films.
En 2011, elle est nommée au César du meilleur montage pour le film Tournée de Mathieu Amalric, puis en 2013 pour Camille redouble de Noémie Lvovsky, César 2021 , puis en 2021 pour Antoinette dans les Cévennes de Caroline Vignal.

## Filmographie

### Monteuse
- 1995 : Noël ! Noël ! de Claire Mercier
- 1999 : Fin d'été de Jean-Marie Larrieu et Arnaud Larrieu
- 2000 : La Brèche de Roland de Jean-Marie Larrieu et Arnaud Larrieu
- 2001 : Silence... on tourne de Youssef Chahine
- 2001 : Le Fils de Jean-Claude Videau de Frédéric Videau
- 2003 : Un homme, un vrai de Jean-Marie Larrieu et Arnaud Larrieu
- 2005 : Les fenêtres sont ouvertes de Jean-Marie Larrieu et Arnaud Larrieu
- 2006 : Bénarès de Barlen Pyamootoo
- 2006 : Peindre ou faire l'amour de Jean-Marie Larrieu et Arnaud Larrieu
- 2008 : Home de Patric Chiha
- 2008 : Le Voyage aux Pyrénées de Jean-Marie Larrieu et Arnaud Larrieu
- 2009 : Les Derniers Jours du monde de Jean-Marie Larrieu et Arnaud Larrieu
- 2010 : Tournée de Mathieu Amalric
- 2010 : L'Illusion comique (téléfilm) de Mathieu Amalric
- 2011 : Les Hommes libres d'Ismaël Ferroukhi
- 2012 : Télégaucho de Michel Leclerc
- 2012 : Camille redouble de Noémie Lvovsky
- 2013 : Les Salauds de Claire Denis
- 2014 : L'amour est un crime parfait de Jean-Marie et Arnaud Larrieu
- 2014 : Gemma Bovery d'Anne Fontaine
- 2014 : 21 nuits avec Pattie d'Arnaud et Jean-Marie Larrieu
- 2016 : Les Innocentes d'Anne Fontaine
- 2017 : Marvin d'Anne Fontaine
- 2017 : Demain et tous les autres jours de Noémie Lvovsky
- 2018 : Blanche comme neige d'Anne Fontaine
- 2019 : L'Angle mort de Pierre Trividic et Patrick Mario Bernard
- 2020 : Antoinette dans les Cévennes de Caroline Vignal
- 2021 : Tralala de Jean-Marie Larrieu et Arnaud Larrieu
- 2022 : Les Goûts et les couleurs de Michel Leclerc
- 2022 : La Grande Magie de Noémie Lvovsky
- 2023 : Iris et les Hommes de Caroline Vignal
- 2024 : Le Roman de Jim d'Arnaud et Jean-Marie Larrieu

### Réalisatrice de documentaires
- 1998 : Le Deuxième Homme
- 2002 : Le Voyage express au Mans
- 2004 : La Guerre de mon père[5]

## Distinctions

### Nominations
- César 2011 : César du meilleur montage pour Tournée de Mathieu Amalric
- César 2013 : César du meilleur montage pour Camille redouble de Noémie Lvovsky
- César 2021 : César du meilleur montage pour Antoinette dans les Cévennes de Caroline Vignal[4]

### Décoration
- Chevalier de l'ordre national du Mérite, nommée par décret du 21 mai 2021[6]